# Perryena leucometopon
Perryena leucometopon är en fiskart som först beskrevs av Waite 1922.  Perryena leucometopon ingår i släktet Perryena och familjen Congiopodidae. Inga underarter finns listade i Catalogue of Life.